# Фромкин, Виктория
 Виктория Александра Фромкин (англ. Victoria Alexandra Fromkin, урождённая Лэндиш, англ. Landish; 16 мая 1923, Пассейик, Нью-Джерси, США — 19 января 2000) — американская учёная-лингвист, преподавшая в Калифорнийском университете в Лос-Анджелесе. Работала в области психолингвистики и фонетики.

## Биография
Родилась в 1923 году. Окончила Калифорнийский университет в Беркли, где стала бакалавром экономики. В 1948 году вышла замуж за Джека Фромкина, у них родился сын Марк. Марк погиб в 16-летнем возрасте в ДТП. В дальнейшем она решила начать изучать лингвистику. Фромкин поступила в Калифорнийский университет в Лос-Анджелесе и стала доктором философии в 1965 году. В том же году она начала работать в университете. Она писала работы в области лингвистики, в частности, о фонетике, речевых ошибках и афазии. Она изучала фонетику языка акан. Её работы были переведены на 6 языков.
В 1971—1975 годах работала с одичавшей девочкой Джини. Джини до 13 лет находилась практически в полной социальной изоляции и была лишена возможности научиться говорить в детском возрасте. Она рассматривалась как аргумент в пользу гипотезы критического периода, согласно которой, после достижения определённого возрастного порога овладение языковыми навыками становится невозможным. Впрочем, Джини удалось освоить речь, хоть и в примитивной форме. Фромкин написала несколько работ о ней.
В 1974 году создала искусственный язык для персонажей телесериала «Земля исчезнувших». Также она была автором искусственного языка вампиров в фильме «Блэйд».
В 1973—1977 годах была председателем департамента лингвистики в Калифорнийском университете в Лос-Анджелесе. В 1985 году она была утверждена на должность президента Американского лингвистического общества. Также она была председателем совета управляющих общества Академии Афазии (англ. Academy of Aphasia). В 1996 году она стала членом Национальной академии наук.
Скончалась в 2000 году от рака толстой кишки в возрасте 76 лет. В том же году UCLA Today назвал её одним из лучших преподавателей века. Американское лингвистическое общество учредило премию её памяти.

## Награды
- UCLA’s Award for the Art of Teaching (1974)[4]